# Antonios Antoniadis

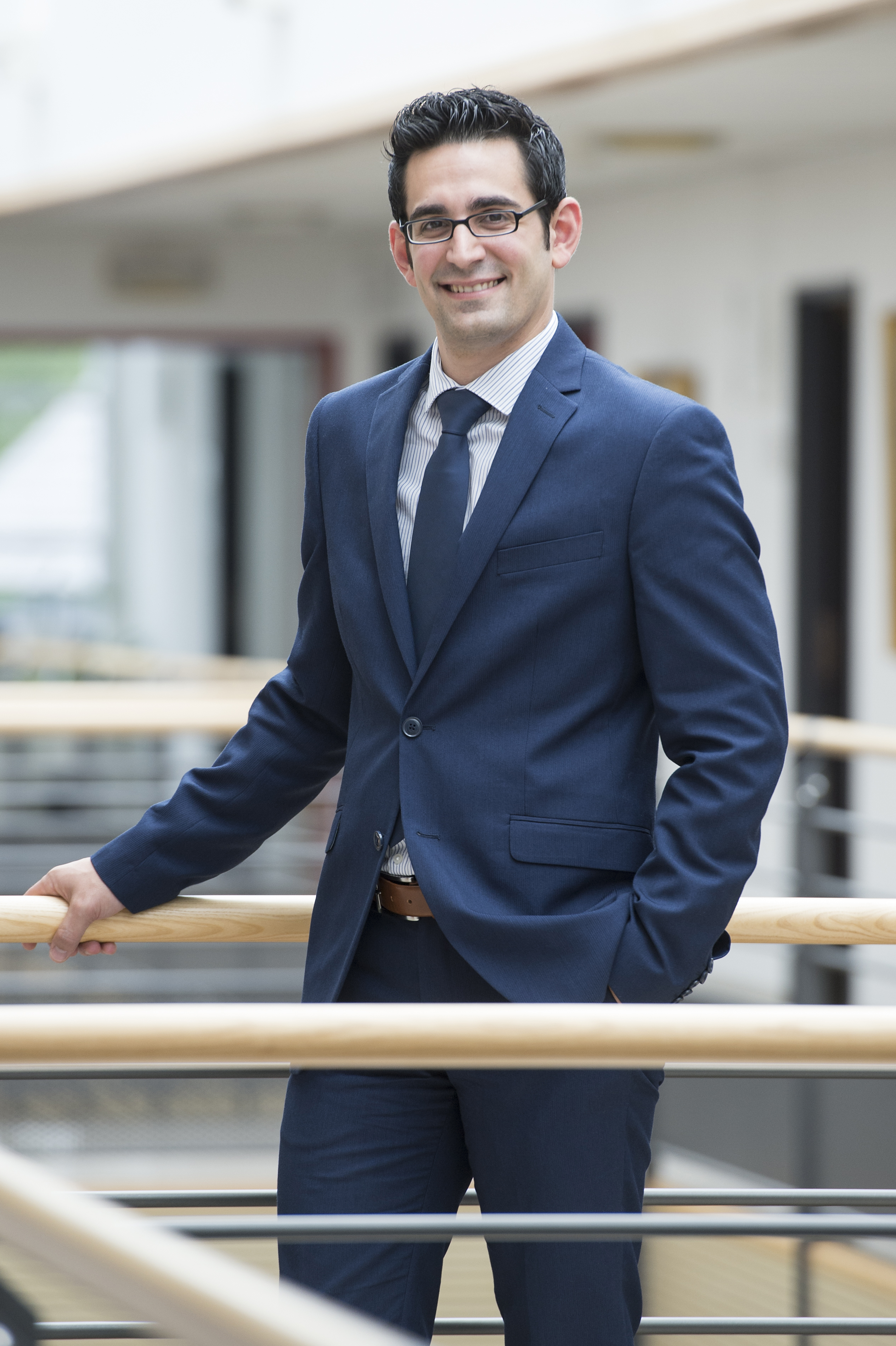
Antonios Antoniadis, 2014

Antonios Antoniadis (griechisch Αντώνιος Αντωνιάδης; * 2. Mai 1985 in Aachen) ist ein belgischer Politiker der Sozialistischen Partei (SP). Nachdem er im Oktober 2011 zum Regionalpräsidenten der SP für das belgische Gebiet deutscher Sprache gewählt worden war, war er seit dem 30. Juni 2014 bis 4. Juli 2024 Minister der Regierung der Deutschsprachigen Gemeinschaft, zuletzt zuständig für die Bereiche Familie, Gesundheit und Soziales.

## Leben
Im Jahre 1987 zog Antonios Antoniadis als Einjähriger mit seiner Familie von Deutschland nach Griechenland, dem Geburtsland seiner Eltern. Als sie 1998 nach Eupen in Belgien zogen, konnten Antonios Antoniadis und seine Geschwister nur Griechisch sprechen. In Belgien erlernte er die deutsche Sprache und erlangte im Jahr 2004 an der Pater-Damian-Sekundarschule in Eupen die allgemeine Hochschulreife. Nach einem abgebrochenen Jura-Studium an der Universität Trier (2004 bis 2006) erlangte Antoniadis 2010 ein Diplom in Sprach- und Kommunikationswissenschaften sowie in Betriebspädagogik und Wissenspsychologie an der RWTH Aachen.
Seine ersten Schritte in der Politik beging Antonios Antoniadis als unabhängiges Mitglied der Jungen Mitte, einer der Christlich Sozialen Partei (CSP) nahe stehenden Jugendorganisation, bevor er sich später für die SP entschied. Zunächst als Mitarbeiter im Kabinett des Ministerpräsidenten der Deutschsprachigen Gemeinschaft, Karl-Heinz Lambertz, eingestellt, wurde er im Oktober 2011 im Alter von 26 Jahren zum Regionalpräsidenten der SP gewählt. Sein erstes politisches Mandat konnte er bei den Gemeinderatswahlen von 2012 erkämpfen: Er zog in den Stadtrat von Eupen ein, wo die SPplus sich an der Mehrheit unter Bürgermeister Karl-Heinz Klinkenberg (PFF) beteiligte.
Im Jahr 2014 war Antoniadis Spitzenkandidat bei der Europa- und Kandidat (Platz 14) bei der Gemeinschaftswahl, konnte allerdings den EU-Sitz nicht erringen. Im Zuge der Koalitionsbildung in der Deutschsprachigen Gemeinschaft, bei der die SP gemeinsam mit der ProDG und der PFF unter der Führung von Ministerpräsident Oliver Paasch (ProDG) die Mehrheit stellte, wurde Antonios Antoniadis mit 29 Jahren als Regierungsmitglied gewählt.  Er hatte ab 2019 bis Juli 2024 das Amt des Ministers für Familie, Gesundheit und Soziales inne. 2024 konnte die SP sich nicht erneut an einer Koalition beteiligen und so schied Antoniadis aus dem Ministeramt aus. Aufgrund dessen legte er auch sein Mandat als Oppositionsabgeordneter des PDG nieder.

## Übersicht der politischen Ämter
- 2012 – 2014: Mitglied des Stadtrats von Eupen
- 2014 – 2019: Minister der Deutschsprachigen Gemeinschaft für Familie, Gesundheit und Soziales
- 2019 – 2024: Vize-Ministerpräsident der Deutschsprachigen Gemeinschaft Belgien, Minister für Gesundheit und Soziales, Raumordnung und Wohnungswesen